# Équipe de Suisse de football en 2002
Cet article présente les résultats de l'équipe de Suisse de football lors de l'année 2002. En mai et septembre, elle rencontre pour la première fois les équipes du Canada et de la Géorgie.

## Bilan
|           | Nombre de matchs | Victoires | Défaites | Matchs nuls | Buts marqués | Buts encaissés |
| Domicile  | 3                | 2         | 1        | 0           | 8            | 6              |
| Extérieur | 4                | 1         | 0        | 3           | 5            | 4              |
| Neutre    | 1                | 1         | 0        | 0           | 2            | 1              |
| Total     | 8                | 4         | 1        | 3           | 15           | 11             |

## Matchs et résultats
| Match amical - tournoi                      | Chypre                               | 1 - 1             | Suisse                            | Makarios, Nicosie                               |                                                 |
| 12 février 2002 · Historique des rencontres | Konstantínou 21e                     | (1 - 1)           | 32e Yakın                         | Spectateurs : 50 Arbitrage : Nikolaos Angelakis | Spectateurs : 50 Arbitrage : Nikolaos Angelakis |
| 12 février 2002 · Historique des rencontres | Rapport                              |                   |                                   | Spectateurs : 50 Arbitrage : Nikolaos Angelakis | Spectateurs : 50 Arbitrage : Nikolaos Angelakis |
| 12 février 2002 · Historique des rencontres | Konnafis · Okkás · Malékkos · Spyrou | Tirs au but 4 - 2 | Celestini · Cabanas · Haas · Frei | Spectateurs : 50 Arbitrage : Nikolaos Angelakis | Spectateurs : 50 Arbitrage : Nikolaos Angelakis |

| Match amical - tournoi                      | Suisse                 | 2 - 1   | Hongrie    | Tsirion, Limassol                                |                                                  |
| 13 février 2002 · Historique des rencontres | Magnin 53e · Yakın 56e | (0 - 0) | 82e Gyepes | Spectateurs : 100 Arbitrage : Socratis Socratous | Spectateurs : 100 Arbitrage : Socratis Socratous |
| 13 février 2002 · Historique des rencontres | Rapport                |         |            | Spectateurs : 100 Arbitrage : Socratis Socratous | Spectateurs : 100 Arbitrage : Socratis Socratous |

| Match amical                             | Suède       | 1 - 1   | Suisse      | Malmö Stadion, Malmö                             |                                                  |
| 27 mars 2002 · Historique des rencontres | Allbäck 29e | (1 - 0) | 54e Cabanas | Spectateurs : 19 096 Arbitrage : Valentin Ivanov | Spectateurs : 19 096 Arbitrage : Valentin Ivanov |
| 27 mars 2002 · Historique des rencontres | Rapport     |         |             | Spectateurs : 19 096 Arbitrage : Valentin Ivanov | Spectateurs : 19 096 Arbitrage : Valentin Ivanov |

| Match amical                            | Suisse    | 1 - 3   | Canada                           | Espenmoos, Saint-Gall                         |                                               |
| 15 mai 2002 · Historique des rencontres | Nkufo 80e | (0 - 2) | 20e 47e Radzinski · 38e Stalteri | Spectateurs : 4 000 Arbitrage : Konrad Plautz | Spectateurs : 4 000 Arbitrage : Konrad Plautz |
| 15 mai 2002 · Historique des rencontres | Rapport   |         |                                  | Spectateurs : 4 000 Arbitrage : Konrad Plautz | Spectateurs : 4 000 Arbitrage : Konrad Plautz |

| Match amical                             | Suisse                                        | 3 - 2   | Autriche        | Parc Saint-Jacques, Bâle                         |                                                  |
| 21 août 2002 · Historique des rencontres | H. Yakın 19e · Frei 41e · M. Yakın 75e (pen.) | (2 - 1) | 11e 81e Wallner | Spectateurs : 23 500 Arbitrage : Roberto Rosetti | Spectateurs : 23 500 Arbitrage : Roberto Rosetti |
| 21 août 2002 · Historique des rencontres | Rapport                                       |         |                 | Spectateurs : 23 500 Arbitrage : Roberto Rosetti | Spectateurs : 23 500 Arbitrage : Roberto Rosetti |

| Éliminatoires de l'Euro 2004                         | Suisse                                            | 4 - 1   | Géorgie       | Parc Saint-Jacques, Bâle                         |                                                  |
| 8 septembre 2002 · 16h00 · Historique des rencontres | Frei 37e · Yakın 63e · Müller 75e · Chapuisat 83e | (1 - 0) | 62e Arveladze | Spectateurs : 20 500 Arbitrage : Vladimír Hriňák | Spectateurs : 20 500 Arbitrage : Vladimír Hriňák |
| 8 septembre 2002 · 16h00 · Historique des rencontres | Rapport                                           |         |               | Spectateurs : 20 500 Arbitrage : Vladimír Hriňák | Spectateurs : 20 500 Arbitrage : Vladimír Hriňák |

| Éliminatoires de l'Euro 2004                        | Albanie    | 1 - 1   | Suisse    | Qemal-Stafa, Tirana                            |                                                |
| 12 octobre 2002 · 20h00 · Historique des rencontres | Murati 78e | (0 - 1) | 37e Yakın | Spectateurs : 15 000 Arbitrage : Orhan Erdemir | Spectateurs : 15 000 Arbitrage : Orhan Erdemir |
| 12 octobre 2002 · 20h00 · Historique des rencontres | Rapport    |         |           | Spectateurs : 15 000 Arbitrage : Orhan Erdemir | Spectateurs : 15 000 Arbitrage : Orhan Erdemir |

| Éliminatoires de l'Euro 2004                | République d'Irlande | 1 - 2   | Suisse                    | Lansdowne Road, Dublin                         |                                                |
| 16 octobre 2002 · Historique des rencontres | Harte 78e            | (0 - 1) | 45e Yakın · 88e Celestini | Spectateurs : 35 000 Arbitrage : Rune Pedersen | Spectateurs : 35 000 Arbitrage : Rune Pedersen |
| 16 octobre 2002 · Historique des rencontres | Rapport              |         |                           | Spectateurs : 35 000 Arbitrage : Rune Pedersen | Spectateurs : 35 000 Arbitrage : Rune Pedersen |